# Travessia de Vandellòs (Tortosa)
La Travessia de Vandellòs és un carrer del barri de Remolins a Tortosa (Baix Ebre), inclòs a l'Inventari del Patrimoni Arquitectònic de Catalunya.

## Descripció
És un petit carrer d'uns 10 metres de llargada que fa angle amb el carrer de Vilanova, tancant-lo, i que comunica amb l'esplanada que hi ha sense construir a l'angle nord-est de l'antiga muralla, batejada actualment com a plaça de Menahem ben Saruq. Anteriorment tenia dos solars més construïts a la banda oest, ara enderrocats. Les cases que delimiten el pany est miren ja per la part posterior de la muralla, i hi ha un petit carreró entre les cases i la muralla. El carrer té dues parts: la primera, més estreta (0,8 m), presenta només parts posteriors o laterals de cases i té només obertes algunes finestres; la segona (1,6 m), presenta la façana d'una casa. A la banda oest de la travessia continua el mur de la casa que fa angle amb el carrer de Vilanova i que té la façana que hi dona. Es tracta d'un carrer secundari.

## Història
Es troba a l'extrem nord-est de l'antic barri jueu de la ciutat. Possiblement la seva urbanització es realitzà en els temps de la construcció de la muralla moderna. Malgrat les transformacions posteriors, especialment del segle xix, el seu traçat recorda el de l'època medieval. Les construccions, però, són com la majoria de les del barri de la darreria del segle xix i començament del xx.